# Wahnesia prothoracalis
Wahnesia prothoracalis is een libellensoort uit de familie van de Argiolestidae, onderorde juffers (Zygoptera).
De wetenschappelijke naam van de soort is voor het eerst geldig gepubliceerd in 1956 als Argiolestes prothoracalis door Lieftinck.